# Аблаевский сельсовет
Аблаевский сельсове́т (баш. Аблай ауыл советы) — упразднённая в 2008 году административно-территориальная единица и сельское поселение (тип муниципального образования) в составе Чекмагушевского района Башкортостана. Объединён с сельским поселением Урнякский сельсовет. Административный центр — село Аблаево.
Код ОКАТО — 80256805000.

## География
Реки Бардасли, Сарыкырлаган.

### Географическое положение
На 2008 год граничил с муниципальными образованиями: Благоварский район, Буздякский район, Кушнаренковский район, Урнякский сельсовет, (приложение 51а «Закона Республики Башкортостан от 17.12.2004 N 126-з (ред. от 19.11.2008) „О границах, статусе и административных центрах муниципальных образований в Республике Башкортостан“»).

## Состав
- с. Аблаево — административный центр,
- с. Бардаслы.

## История
В 2008 году произошло объединение Урнякского и Аблаевского сельсоветов с сохранением наименования «Урнякский» с административным центром в селе Урняк и включением сёл Аблаево, Бардаслы Аблаевского сельсовета в состав Урнякского сельсовета (Закон Республики Башкортостан от 19.11.2008 N 49-з «Об изменениях в административно-территориальном устройстве Республики Башкортостан в связи с объединением отдельных сельсоветов и передачей населённых пунктов»).

## Транспорт
Автодороги Аблаево — Кусекеево, Чекмагуш — Аблаево.